# In the City
In the City est le premier album studio du groupe rock britannique The Jam. Sorti en mai 1977 par Polydor Records, l'album atteint la 20e place du UK Albums Chart.

## Contenu
L'album contient le premier single du groupe et la chanson titre « In the City »,. De plus, l'album comprend deux reprises, « Slow Down » et le thème de la série télévisée des années 1960, Batman, cette dernière ayant également été précédemment reprise par les Who, les Kinks et Link Wray.

## Accueil critique

### Critiques anglophones
À sa sortie, In the City reçoit des critiques globalement positives. Phil McNeil du NME déclare que l'écriture de chansons de Paul Weller « capture toute cette ambiance de frustration adolescente avec la grâce mélodique et l'aplomb dynamique des premiers Kinks et Who ». Brian Harrigan de Melody Maker est tout aussi impressionné, remarquant que les chansons de Weller « sont tout sauf embarrassantes » et qu'« il a une touche habile qui place son matériel sur un plateau beaucoup plus élevé ». Dans Record Mirror, Barry Cain déclare : « Armés et extrêmement dangereux, The Jam traquent les grooves décrépits... si vous ne les aimez pas, tant pis, car ils vont rester là pendant longtemps... Cela fait longtemps que les albums ne reflètent plus les illusions d'avant 20 ans ». Le critique du Village Voice, Robert Christgau, déclare que le groupe « peut composer une chanson ; ils sont à la fois assez puissants pour submerger leurs sources et assez frais pour me donner envie de revenir pour en savoir plus. » .

### Critiques francophones
- Xsilence lui donne la note de 16 sur 20[14]
- Force parallèles lui donne la note de 5 sur 5[15]
- Album Rock lui donnela note de 4 sur 5[16]

## Liste des pistes
Toutes les chansons sont écrites et composées par Paul Weller, except where noted.
| 1. | Art School                 | 2:02 |
| 2. | I've Changed My Address    | 3:31 |
| 3. | Slow Down (Larry Williams) | 2:39 |
| 4. | I Got By in Time           | 2:07 |
| 5. | Away from the Numbers      | 4:03 |
| 6. | Batman Theme (Neal Hefti)  | 1:31 |

| Side two | Side two               | Side two | Side two | Side two | Side two | Side two | Side two | Side two | Side two |
| No       | Titre                  | Durée    |          |          |          |          |          |          |          |
| -------- | ---------------------- | -------- | -------- | -------- | -------- | -------- | -------- | -------- | -------- |
| 1.       | In the City            | 2:19     |          |          |          |          |          |          |          |
| 2.       | Sounds from the Street | 3:14     |          |          |          |          |          |          |          |
| 3.       | Non-Stop Dancing       | 2:28     |          |          |          |          |          |          |          |
| 4.       | Time for Truth         | 3:10     |          |          |          |          |          |          |          |
| 5.       | Takin' My Love         | 2:15     |          |          |          |          |          |          |          |
| 6.       | Bricks and Mortar      | 2:37     |          |          |          |          |          |          |          |
| 32:02    |                        |          |          |          |          |          |          |          |          |

## Personnel
Les crédits sont adaptés des notes de pochette de l'album.
The Jam
- Paul Weller – chant, guitare
- Bruce Foxton – basse, chant
- Rick Buckler – batterie

Equipe technique
- Vic Coppersmith-Heaven – production, ingénierie
- Chris Parry – production
- Allen Landau – mastering
- Bill Smith – direction artistique, design
- Martyn Goddard – photographie de couverture
- Wade Wood Associates – œuvres d'art